# چای‌قووشان
چای‌قووشان (به لاتین: Çayqovuşan) یک منطقه مسکونی در جمهوری آذربایجان است که در شهرستان اسماعیللی واقع شده است.